# Herkules (serial animowany 1998)
Herkules (ang. Hercules: The Animated Series, 1998–1999) – amerykański serial animowany opowiadający o przygodach młodego bohatera – Herkulesa. Serial został wyprodukowany przez The Walt Disney Company dla telewizji ABC.

## Obsada
- Tate Donovan – Herkules
- James Woods – Hades
- French Stewart – Ikarus
- Sandra Bernhard – Cassandra
- Diedrich Bader – Adonis
- Jason Alexander – Posejdon
- Rip Torn – Zeus
- Natalie Portman – Mimi
- Lisa Kudrow – Afrodyta
- Jennifer Love Hewitt – Meduza
- Melissa Joan Hart – Celena
- Keri Russell – Persefona
- Amy Jo Johnson – Callisto
- Linda Hamilton – Nemesis
- Rebecca Gayheart – Medea

## Wersja polska
Opracowanie i udźwiękowienie wersji polskiej: Studio Sonica

Reżyseria: Miriam Aleksandrowicz

Dialogi: Dariusz Dunowski

Teksty piosenek: Marek Krejzler

Kierownictwo muzyczne: Agnieszka Tomicka

Wykonanie piosenek:

muzy: Beata Bednarz, Patrycja Gola, Małgorzata Orczyk, Małgorzata Stępień, Agnieszka Piotrowska, Katarzyna Pysiak;
Magdalena Różczka, Paweł Szczesny, Adam Krylik, Krzysztof Pietrzak i inni